# Bundesstraße 21
Pour les articles homonymes, voir B21 et Route 21.
La Bundesstraße 21 (abrégé en B 21) est une Bundesstraße reliant la frontière autrichienne, près de Bad Reichenhall, à la frontière autrichienne, près de Schneizlreuth.

## Localités traversées
- Bad Reichenhall
- Schneizlreuth